# Sigrid Lütken
Sigrid Lütken (30. november 1915 i Helsingør – 2. marts 2008) var en dansk billedhugger.
Lütken var datter af generalmajor L.C.F. Lütken. Hun blev i 1936 optaget på Kunstakademiet, hvor hun til 1941 uddannede sig under vejledning af Einar Utzon-Frank. 
I 1939 tog Lütken på en længere rejse til Frankrig og Italien afbrudt af 2. verdenskrig.
I løbet af 1950'erne og 1960'erne udstillede hun på sammenslutningen Grønningen; fra 1965 afløst af medlemskab af Koloristerne og fra 1980'erne af Vraaudstillingen på Vrå Højskole, hvor hun var medlem af censurkomiteen. Lütkens sidste udstilling var i januar og februar 2008 på Koloristernes 76. udstilling i Den Frie Udstillings Bygning.
Lütken var medlem af Statens Kunstfonds udvalg for indkøb af billedkunst i perioden 1968-70 medlem af repræsentantskabet for Statens Kunstfond samt af Akademiraadet 1979-87.

## Hædersbevisninger
- Astrid Noacks Legatfond
- Eckersberg Medaljen
- Hæderslegatet fra Anna Marie Telmanyi, født Carl-Nielsens Fond.

## Eksempler på værker
- 1960 – Relieffet Dreng med kalve til Sønderskovskolen i Sønderborg
- Bronzeskulpturen Løbende dreng til Børnegården Emdrup Søgård
- Keramisk udsmykning til Thisted Gymnasium
- Større værker til Carlsberg Instituttets Have